# Commission supérieure des études militaires
La commission supérieure d'études militaires est une institution éducative de l'armée prussienne du XIXe siècle.

## Fonctionnement
Il s'agissait d'une commission de Berlin, composée d'officiers supérieurs, chargée de conseiller sur les installations et l'enseignement de l'éducation militaire. Elle était présidée par l'inspecteur général de l'éducation et de la formation militaires.

## Histoire
La commission supérieure d'études militaires est précédée par une commission d'études militaires créée par l'Ordre du cabinet du 2 août 1816 sur proposition du ministre de la Guerre Hermann von Boyen. Celle-ci se composait de huit membres, dont la moitié devait être des officiers d'état-major à la formation scientifique et trois ou quatre des hommes d'école pratique. Lorsque le lieutenant général Otto von Pirch fut nommé premier inspecteur général de l'enseignement en 1819, il devint également président de la commission des études militaires.
En 1855, sous la direction de l'inspecteur général Eduard von Peucker, la commission d'études militaires est remplacée par une commission d'études pour les écoles divisionnaires. Une commission supérieure d'études militaires est formée à partir des membres de cette commission, de la commission d'études pour l'école générale de guerre et de la commission du corps des cadets, ainsi que des directeurs de la commission supérieure d'examens militaires, de l'école générale de guerre et de l'école d'artillerie et d'ingénierie, et du commandant du corps des cadets.